# Moshe Feldenkrais
 (janvier 2024).
Moshé Feldenkrais, né le 6 mai 1904 à Slavouta (Ukraine, alors territoire non indépendant de l' Empire russe de l'époque) et mort le 1er juillet 1984 à Tel-Aviv, est un thérapeute et scientifique israélien qui fut l'un des introducteurs du judo en France dans les années 1930. À la suite d'une blessure au genou, il mit progressivement au point, à partir des années 1950, une méthode de soins non conventionnelle inspirée des neurosciences — qu'il appellera « méthode Feldenkrais ».

## Biographie

### De 1904 à 1930
À quatorze ans, Moshe Feldenkrais quitte sa famille pour traverser l'Europe et émigrer en Palestine car il est favorable aux idées sionistes. De dix-huit à vingt-six ans, il vit à Tel-Aviv où il travaille comme maçon avant de reprendre ses études au lycée. Il se blesse sérieusement au genou en pratiquant le football. Membre de la milice juive d'autodéfense, fondée en 1922, pour la défense des installations juives en Palestine gérée alors par la Grande Bretagne - la Haganah, il suit également des cours de jūjutsu et met au point une technique d'auto-défense, dérivée du  jūjutsu, qu'il décrit dans un livre. Il devient ensuite cartographe pour l'administration anglaise, tout en étudiant par lui-même diverses disciplines scientifiques et en particulier la psychologie. Il traduit en hébreu un ouvrage consacré à la méthode d'Émile Coué : "Autosuggestion".[Information douteuse]

### de 1930 à 1939 séjour en France

#### Études
Moshe Feldenkrais s'installe à Paris en 1930 pour étudier la physique, les mathématiques, la mécanique et l'électricité. Il obtient à Paris le diplôme d'ingénieur en mécanique et électricité de l'E.S.T.P. et entreprend des études afin de devenir docteur en sciences physiques (qu'il obtiendra finalement après la guerre). Il rejoint le laboratoire du professeur Paul Langevin, puis, à partir de 1933, travaille avec Frédéric Joliot-Curie, dont il est l'assistant.

#### introduction du judo en France
Moshe Feldenkrais rencontre Jigorō Kanō à l'occasion de conférences données par le fondateur du judo lors de deux séjours en France en 1933 et 1934. Il se passionne pour ce sport, qu'il contribue à introduire en France. 
À son invitation, Mikinosuke Kawaishi quitte Londres en octobre 1935 pour venir enseigner en France et ouvre son premier dojo.
Passionné par ce sport, Feldenkrais fonde le 25 octobre 1937 le Jiu-Jitsu Club de France, dont Jigorō Kanō est le président d'honneur (Moshe Feldenkrais et Paul Bonét-Maury Vice-présidents, Frédéric Joliot-Curie Secrétaire Général, Biguart, Charles Faroux...). Les pionniers du Judo en France sont des intellectuels, chercheurs ou journalistes. 

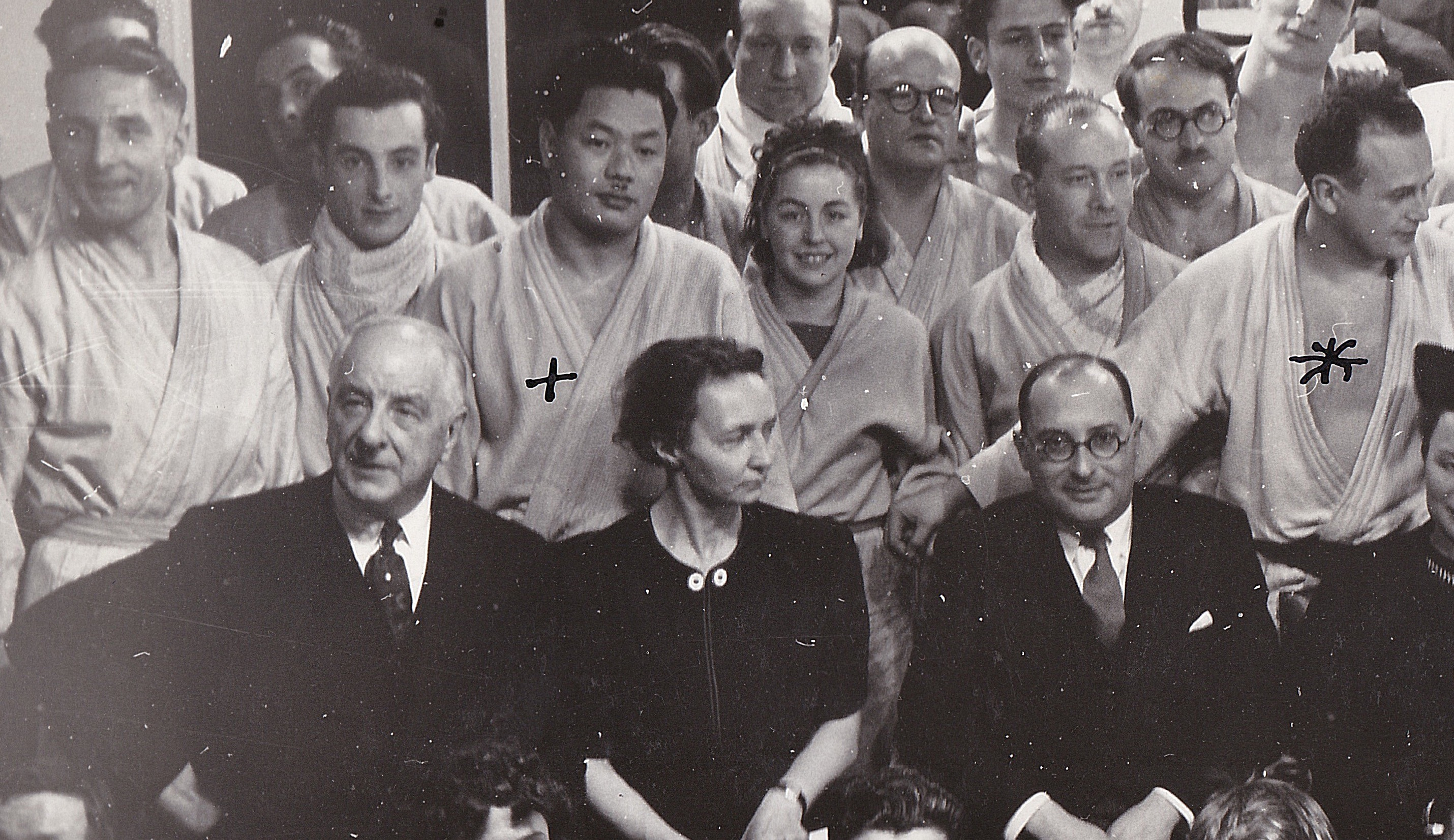
Séance de présentation de Jiu-Jitsu du 10 février 1939. Rang 1 de G à D : Charles Faroux, Irène Joliot-Curie, Jean Zay. Rang 2 de G à D : Jean Andrivet, Mikinosuke Kawaishi et Moshe Feldenkrais

Mikinosuke Kawaishi assure la direction technique du Jiu-Jitsu Club de France, il renomme le « Jiu-Jitsu-Club de France » en « Judo-Club de France ». 
Moshe Feldenkrais a été nommé Ceinture Noire par Maitre Kawaishi, il ne figure pas sur la liste établie par le Collège des Ceintures Noires car il était de nationalité britannique. Les premières ceintures noires française  nommées par Mikinosuke Kawaishi sont Maurice Cottreau, Jean de Herdt, Henri Birnbaum, Paul Bonét-Maury, Charles Malaisé, Jean Andrivet,. Moshe Feldenkrais devient l'une des premières ceintures noires de judo en Europe,.

### De 1940 à 1949
En 1940, quand les Allemands envahissent la France, Moshe Feldenkrais prend un bateau pour l'Angleterre. Il s'engage alors auprès de l'Amirauté britannique et rejoint un centre de recherches travaillant à améliorer le sonar.
Il continue la pratique et l'enseignement du judo. Il s'intéresse également au développement humain et au mode d'apprentissage des enfants, en observant des enfants dans le cabinet de sa femme, Yona Rubenstein, qui est pédiatre.
Après un accident grave sur son genou déjà blessé, Moshe Feldenkrais se voit proposer une intervention chirurgicale dont les chances de succès sont évaluées à 50 %.
Il préfère éviter cette intervention et étudie en autodidacte tout ce qui a trait à la santé et à la guérison : anatomie, physiologie, neurophysiologie, psychothérapie, exercices de rééducation, yoga, hypnose, acupuncture. Ainsi, en se soignant lui-même, Moshe Feldenkrais parvient progressivement à marcher de nouveau. Il peut même reprendre la pratique du judo. Après des mois d'observation minutieuse et d'exploration du corps, à base de mouvements très lents, il découvre et affine un processus d'auto-apprentissage, inspiré de celui que les enfants mettent en œuvre pour se déplacer puis acquérir la marche. Pour lui, cette prise de conscience des mécanismes physiques et cérébraux en relation avec notre posture et nos mouvements constitue une clé pour améliorer le fonctionnement harmonieux du corps et de l'esprit.
Plus tard, il propose son aide à des amis et collègues souffrant du dos ou des articulations. C'est ainsi que Moshe Feldenkrais constate l'efficacité de sa méthode. Il la développe, à travers le toucher et le mouvement, pour faciliter le retour à la santé et l'apprentissage, et l'appellera plus tard l'intégration fonctionnelle. Dans un deuxième temps, afin de permettre à un plus grand nombre de bénéficier de sa méthode, il met au point une forme de pratique collective, qu'il nomme « prise de conscience à travers le mouvement ».

### De 1950 à 1984
En 1950, Feldenkrais s'installe à nouveau à Tel-Aviv. Il devient le premier directeur du département d'électronique de l'armée israélienne. Peu de temps après, il est sollicité par le Premier ministre, David Ben Gourion, qui souffre de vives douleurs dorsales chroniques et de problèmes respiratoires. Après une série de séances, la santé de David Ben Gourion s'améliore considérablement. Pour le prouver, il se fait photographier en train d'exécuter le poirier sur une plage. La photo prise par Paul Goldman fait sensation et lance la réputation de Moshe Feldenkrais. Ce dernier se consacre alors à enseigner sa méthode à Tel-Aviv, pendant les années 1950 et 60, puis aux États-Unis pendant onze ans. Il forme ainsi un grand nombre de praticiens en Israël, puis à San Francisco et à Amherst, dans le Massachusetts.

## Publications
- Jiu-jitsu, Paris, Étienne Chiron (1934).
- Manuel pratique du Jiu-jitsu : la défense du faible contre l'agresseur, Paris, Étienne Chiron (1939).
- Judo, Londres, Frederick Warne.
  - En français : ABC du Judo, Paris, Étienne Chiron (1941).
- L’être et la maturité du comportement : une étude sur l’anxiété, le sexe, la gravitation et l’apprentissage, Paris, Espace du Temps présent.
  - Existe aussi en anglais : Body and Mature Behaviour, New-York, International Universities (1949).
- Higher Judo, Londres, Frederick Warne (1952).
- La conscience du corps, Paris, Robert Laffont.
  - Paru également chez Dangles sous le titre : L’Énergie par le mouvement.
  - Existe aussi en anglais sous le titre : Awareness Through Movement, New-York, Harper and Row (1967).
- Le cas Doris, Paris, Espace du temps présent.
  - Paru également en anglais sous le titre : Adventures in the Jungle of the Brain : The case of Nora, New-York, Harper and Row (1978).
- L’évidence en question, Paris, L’inhabituel.
  - Existe aussi en anglais : The Elusive Obvious, Cupertino, CA, Meta Publications (1981).
- The Master Moves, Cupertino, CA, Meta Publications (1984).
- La puissance du moi, Paris, Laffont.
  - Existe aussi en anglais sous le titre : The Potent Self, San Francisco , Harper and Row (1985).

- Voir également la bibliographie de la méthode dans l'article « méthode Feldenkrais ».

### Biographies
- Mark Reese, Moshe Feldenkrais : A Life in Movement, volume one, San Rafael USA, ReeseKress Somatics Press, 2006.
- Christian Buckard, Moshé Feldenkrais: Der Mensch hinter der Methode, éditeur Berlin Verlag, Berlin, 2015
- Philippe Banquet, Devenir Feldenkrais, Paris, David Reinharc éditions, 2021.